# 文殊院 (杉並区)
文殊院（もんじゅいん）は、東京都杉並区にある高野山真言宗の寺院。

## 概要
1600年（慶長5年）、木食応其によって開山されたとしているが、実質的には勢誉の開山である。勢誉は徳川家康の帰依を受け、駿府に寺を創建したという。
江戸幕府開府に伴い、1627年（寛永4年）に江戸浅草へ移転した。その後、1696年（元禄9年）に麻布白金台町（現・東京都港区白金台）に移転した。
1920年（大正9年）、現在地にあった道林寺跡地を購入して、移転した。元々あった道林寺は現在、東京都町田市に所在する。

## 本尊
当院の本尊の弘法大師像は「安産守護の本尊」とされ、多くの女性の信仰を集めた。弘法大師像は杉並区内では珍しいという。

## 交通アクセス
- 地下鉄丸ノ内線方南町駅より徒歩11分。
- 京王線代田橋駅より徒歩15分